# 1342
- Wikisource

| Calendário gregoriano                                                        | 1342 MCCCXLII                                         |
| Ab urbe condita                                                              | 2095                                                  |
| Calendário arménio                                                           | 791 – 792                                             |
| Calendário bahá'í                                                            | -502 – -501                                           |
| Calendário budista                                                           | 1886                                                  |
| Calendário chinês                                                            | 4038 – 4039 Início a 6 de fevereiro (aproximadamente) |
| Calendário copta                                                             | 1058 – 1059                                           |
| Calendário etíope                                                            | 1334 – 1335                                           |
| Calendários hindus - Vikram Samvat - Calendário nacional indiano - Cáli Iuga | 1397 – 1398 1263 – 1264 4442 – 4443                   |
| Calendário Holoceno                                                          | 11342                                                 |
| Calendário islâmico                                                          | 743 – 744                                             |
| Calendário judaico                                                           | 5102 – 5103                                           |
| Calendário persa                                                             | 720 – 721                                             |
| Calendário rúnico                                                            | 1592                                                  |
| Calendário solar tailandês                                                   | 1885                                                  |

1342 (MCCCXLII, na numeração romana) foi um ano comum do século XIV do Calendário Juliano, da Era de Cristo, e a sua letra dominical foi F (52 semanas), teve início a uma terça-feira e terminou também a uma terça-feira.
| Ano completo                       |
| ---------------------------------- |
| Ano comum com início à terça-feira |

## Eventos
- Início do pontificado de Clemente VI.

## Nascimentos
- 15 de Janeiro - Filipe II, Duque da Borgonha.

## Mortes
- 12 de agosto - Guy I de Châtillon, conde de Blois, n. 1290.